# Claudia Schiffer
Claudia Schiffer (Rheinberg, Rin del Nord-Westfàlia, 25 d'agost de 1970) és una model i actriu alemanya molt famosa durant la dècada de 1990. Va ajudar a la seva popularitat la seva semblança a Brigitte Bardot. Schiffer és una de les models que ha tingut més èxit, havent aparegut en més de 500 portades de revistes. La revista Forbes va estimar la seva fortuna en 55 milions de dòlars.
La seva aparició va significar la tornada de les dones "amb corbes" a les pasareles de moda, tanmateix el dissenyador Karl Lagerfeld va titllar-la públicament de Vaca alemanya.

## Biografia
Schiffer va néixer el 25 d'agost de 1970 a Rheinberg, Rin del Nord-Westfàlia, a Alemanya. És filla de Gudrun i Heinz Schiffer, un advocat. Té dos germans, Stefan i Andreas, i una germana, Ann Carolin.
Diu haver estat molt popular a l'escola però que se sentia eclipsada per altres noies de la seva classe; tenia complexos per ser tan alta, i era objecte de burles, ja que provenia d'una família econòmicament acomodada.
Va tenir un festeig amb l'il·lusionista David Copperfield des de 1994 a 1999; es van conèixer en un espectacle de Copperfield, en què la va convidar a l'escenari per participar en la seva il·lusió.
El 25 de maig de 2002 es va casar amb el productor de pel·lícules anglès Matthew Vaughn (fill il·legítim de George Harley Drummond, fillol del rei Jordi VI) a Suffolk (Anglaterra). En lloc d'un anell de noces, aquest li va regalar una tortuga.
Claudia segueix casada amb Drummond i té tres fills, Caspar Matthew, nascut el 30 de gener de 2003 a Londres, Clementine, nascuda l'11 de novembre de 2004 també a Londres i Cosima Violet nascuda el 14 de maig de 2010 La família viu a Londres.

## Trajectòria professional
Va completar la seva educació i posteriorment va començar a treballar com a model el 1987, després de ser descoberta per un agent, Michel Levaton (el cap de l'agència de models Metropolitan), en un pub a Düsseldorf.
Va viatjar a París per a una sessió de fotos de prova i poc després va aparèixer en la portada de la revista Elle en la seva versió francesa. Després de diverses aparicions en aquesta revista, va ser triada per Karl Lagerfeld per convertir-se en el nou rostre de Chanel.
Schiffer es va fer famosa mundialment, sobresortia pels seus ulls blaus, el seu pèl ros i la seva alçada, 1,80 m. A principis dels anys 1990 va posar per a anuncis de la marca de vaquers Guess als Estats Units, la qual cosa li va donar una publicitat essencial per a la seva carrera. Ha desfilat en passarel·la per Versace, Dolce & Gabbana, Ralph Lauren i Valentino.
Schiffer ha estat la primera model a aparèixer en les portades de Vanity Fair, Rolling Stone i The New York Times. També ha aparegut moltes vegades en les portades de Vogue, Harper's Bazaar, Tank magazine, Cosmopolitan i Time.
Schiffer va aparèixer més endavant en els anuncis de Pepsi, i ha ballat amb una versió de dibuixos animats de Mickey Mouse en els anuncis de promoció de Fanta. Des de la seva aparició en un anunci de Citroën de 1998, va guanyar una reputació de £ 3.000.000. Karl Lagerfeld la va filmar per a una campanya de Dom Perignon, uns deu anys després de les seves primeres aparicions en els anuncis de Chanel "Fashion Bites Model Spectator".
Schiffer ha aparegut en diverses pel·lícules i videos musicals. La seva primera aparició en cinema va ser el 1994 en la pel·lícula Richie Rich com a instructora d'aerobic i després va protagonitzar al costat de Dennis Hopper i Matthew Modine el film Blackout (1997). Schiffer ha fet diverses aparicions en altres pel·lícules, incloent Zoolander de Ben Stiller l'any 2001 i en Love Actually, de Richard Curtis (2003).
Schiffer ha aparegut a diversos programes d'entrevistes i comèdies, com Larry King Live, The Late Show amb David Letterman, Late Night with Conan O'Brien, Dharma i Greg i Arrested Development. També va fer un cameo en el vídeoclip de la cançó "Say It Isn't So" (2000) de Bon Jovi.
Parlant de la professió de model en l'actualitat, va dir: "supermodels, com l'eren abans, no existeix més." Ha dit que Gisele Bündchen era l'única persona que s'acosta a guanyar el títol de top model.

## Filmografia

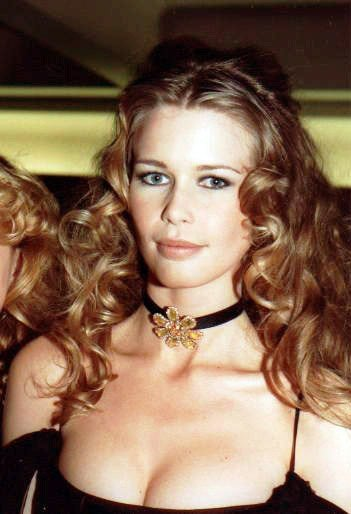
Claudia Schiffer en els Premis César a París el 1993.

### Cinema
- 1994: Nen ric (Richie Rich): Claudia
- 1994:  Prêt-à-porter: Ella mateixa
- 1995: Schönsten Frauen der Welt
- 1995: Catwalk
- 1997: Happy Birthday Elizabeth
- 1997: Ocult en la memòria (The Blackout) d'Abel Ferrara: Susan
- 1998: Beautopia
- 1999: Friends & Lovers de George Haas: Carla
- 1999: Desperate Not Serious: Gigi
- 1999: Black and White: Greta
- 1999: And She Was
- 2000: Chain of Fools: Ella mateixa
- 2000: Meeting Genevieve: Genevieve
- 2001: In Pursuit: Catherine Wells
- 2001: Zoolander: Ella mateixa
- 2002: Life Without Dick: Mary
- 2002: Love Actually: Carol

### Televisió
- A Celebració of Life
- Claudia Schiffer, Die
- sèrie TV - Dharma i Greg - temporada 5 episodi 16 - paper de Gretchen, l'advocada.